# Vinzenz Priessnitz
Vinzenz Priessnitz (případně také psán Vincenz Prisnitz, Vincenz Prißnitz), česky Vincenc Priessnitz (4. října 1799 Gräfenberk u Frývaldova (dnes Jeseník) – 28. listopadu 1851 Gräfenberk) byl zakladatel přírodního léčitelství rakouského původu a německé národnosti, žijící na Gräfenberku u Frývaldova (dnes Lázně Jeseník) ve slezské části Jeseníků. Prosazoval například léčbu prací, čerstvým vzduchem a čistou horskou vodou. Položil tak základy hydroterapie. Je znám také pro Priessnitzův obklad. Je zakladatelem světoznámých lázní, léčil se u něj například Nikolaj Vasiljevič Gogol. Rok 1999 vyhlásilo UNESCO, při příležitosti dvousetletého výročí Priessnitzova narození, významným kulturním výročím. V roce 2014 byly tradiční léčebné procedury a odkaz Vincenze Priessnitze zapsány na Seznam nemateriálních statků tradiční lidové kultury České republiky.

## Dětství
Narodil se do rodiny prostého chalupníka v osadě Gräfenberk. Ta měla v té době přibližně 15 chalup a ta Priessnitzova se nacházela nejvýše. Osada byla založena měšťany z Frývaldova, kteří si zde zbudovali domy, aby měli blíže na svá chudá políčka a do lesa. Vincenz byl těžce zasažen smrtí svého staršího bratra Josefa a oslepnutím otce. Obojí se připisuje špatné práci ranhojiče a báby kořenářky. Od dvanácti let se tedy musel starat o hospodářství, matku, sestru a slepého otce.

## Počátky léčby
Legenda říká, že k léčení vodou jej inspirovala zraněná srna, kterou jako dítě pozoroval, jak si chodí omývat ránu do pramene, až do úplného vyléčení. Ve 14 letech mu při svážení dřeva skříply otěže ruku, bolest následně tišil mokrými zábaly. V 16 letech utrpěl těžký úraz, když mu hrudník přejel povoz se splašenými koňmi. Přivolaný ranhojič prohlásil jeho zranění za nevyléčitelná. V nejlepším případě z něj měl být nadosmrti mrzák. Priessnitz se vyléčil sám pomocí studených obkladů a vody, zlomená žebra si rovnal o opěradlo židle. Zpráva o zázračném vyléčení mladého chalupníka se rozšířila po kraji. Začal nejprve léčit zvířata sousedů a později i obyvatele Gräfenberku a okolí. Časem se pověst o jeho schopnostech rozšířila a začal léčit i významné občany z Frývaldova a dokonce i z Vídně. V roce 1822 dal přestavět rodný dům ve zděnou budovu s patrem (první na Gräfenberku) a v přízemí umístil necky – vznikl první vodoléčebný ústav na světě.

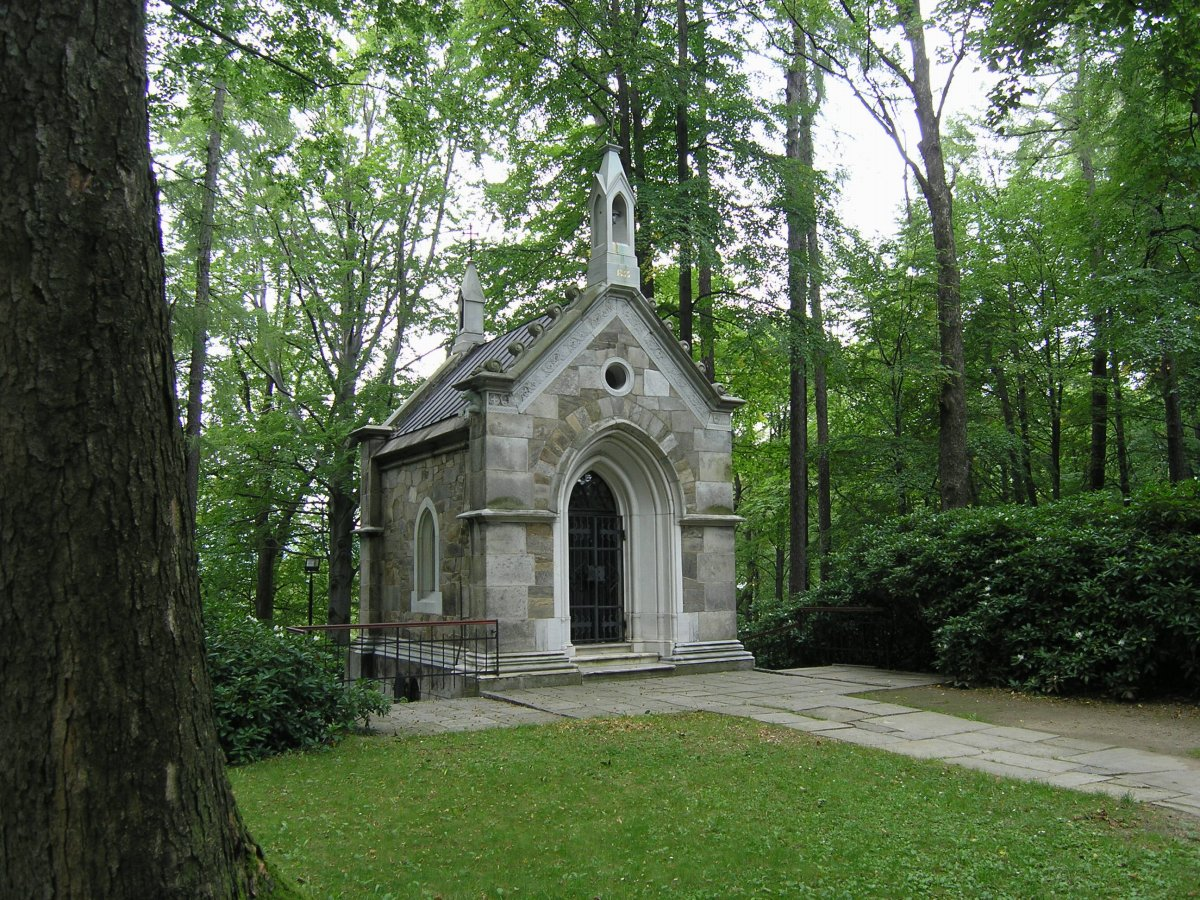
Hrobka Vincence Priessnitze, ve které je pohřben s manželkou Žofií a dcerou Karolínkou.

## Lázně
Dostával se do konfliktu s místními ranhojiči a chirurgy (zejm. frývaldovští lékaři Dittrich a Günter), kteří na něj podali stížnost. Vadilo jim, že laik léčí zadarmo a úspěšně každého, kdo přijde, čímž přicházejí o živobytí. Priessnitzovi byl časem povolen provoz malého lázeňského zařízení se dvěma vanami, které smělo hostit pouze místní obyvatele, a to pod dohledem frývaldovských lékařů. Oficiální lázně vznikly v roce 1837, když získal potvrzení císařské komise, ačkoli neměl lékařské vzdělání. Komise prohlásila jeho vodoléčbu za „nový pozoruhodný jev v oblasti zdravotnictví“. V lázních se tou dobou léčilo až 1500 pacientů ročně a sjížděli se sem lékaři z celé Evropy, aby studovali Priessnitzovy léčebné metody.

## Odkaz
Na jeho počest dali jeho pacienti na mnoha místech postavit často nákladné památníky, mnohdy doplněné o vodní prameny. Ty byly stavěny na území obklopujícím samotné lázně a staly se tak doplněním kulturního života pacientů. Od roku 1836 do 40. let 20. století bylo postaveno na 88 pramenů a pomníčků – jedná se o celosvětový unikát, kterému dali vzniknout zástupci 13 národností z celého světa. Po 2. světové válce a odsunu slezskoněmeckého obyvatelstva byly mnohé památníky poničeny nebo zapomenuty. Rekonstrukce se dočkaly na konci 90. let 20. stol., kdy byl nejprve postaven Bernský pramen a poté započala i obnova ostatních. Nyní je mnoho těchto památníků propojeno sedmikilometrovou naučnou stezkou Vincenze Priessnitze s devíti zastaveními (80 pramenů) či Stezkou Víly pramene. Můžeme jmenovat např. Český pramen se sochou Hygie sochaře J. V. Myslbeka, Polský pramen, Maďarský pomník se sochou lva, Rumunský pramen (dal postavit rumunský král Karel I.), Jitřní pramen, Mecklenburský pramen, Vídeňský, Slovanský, Bezručův pramen.

## Ohlasy v literatuře a v médiích
O jeho životě a díle bylo napsáno přes 400 knih, převážná část v němčině. Mezi nejdůležitější patří životopis ke stému výročí narození z roku 1899, který napsal básník a spisovatel Philo vom Walde (vl. jménem Johannes Reinelt). Životopisný román o životě Vincenze Priessnitze vydal v roce 1987 pod názvem Prameny živé vody Miloš Kočka. Z této knihy vychází stejnojmenná rozhlasová adaptace z roku 1989 a také film Vincenz Priessnitz z roku 1999, ve kterém titulní roli ztvárnil Ctislav Doseděl (mladý Priessnitz) a Petr Král (starý Priessnitz), režie Pavel Linhart. Na podzim roku 2006 vyšla encyklopedická kniha Vincenz Priessnitz: světový přírodní léčitel, autory jsou Miloš Kočka a Alois Kubík. V roce 2016 měla premiéru volná rozhlasová adaptace Kočkova románu s názvem Génius, nebo šarlatán jako připomínka 165. výročí smrti Vincenze Priessnitze. V roce 2021 vznikl v Českém rozhlase Olomouc původní životopisný seriál Vodolékař.

Podle tohoto léčitele se také jmenuje známá jesenická rocková skupina Priessnitz.